# Derek Kevan
Derek Tennyson Kevan (6. marts 1935 - 4. januar 2013) var en engelsk fodboldspiller (centerforward).
Kevan tilbragte størstedelen af sin karriere hos West Bromwich Albion, hvor han var tilknyttet i ti år. I 1954 var han med til at sikre klubben sejr i den engelske pokalturnering, FA Cuppen. Senere i sin karriere repræsenterede han blandt andet Manchester City, Chelsea og Macclesfield.
Kevan spillede desuden 14 kampe og scorede otte mål for det engelske landshold. Hans første landskamp var et opgør mod Skotland 6. april 1957, hans sidste en kamp mod Mexico 10. maj 1961. Han var en del af det engelske hold der deltog ved VM i 1958 i Sverige, og spillede alle landets fire kampe i turneringen, hvor han undervejs scorede to mål. Han var også en ubenyttet reserve under VM i 1962 i Chile.

## Titler
FA Cup
- 1954 med West Bromwich Albion